# Rhorus femoralis
Rhorus femoralis är en stekelart som först beskrevs av Holmgren 1857.  Rhorus femoralis ingår i släktet Rhorus och familjen brokparasitsteklar. Arten är reproducerande i Sverige. Inga underarter finns listade i Catalogue of Life.